# 村井敏邦
村井 敏邦（むらい としくに、1941年9月8日 - ）は、日本の法学者。専門は刑事法。一橋大学名誉教授。一橋大学・龍谷大学教授を経て、大阪学院大学法科大学院教授。弁護士。2000年5月から2003年5月までは日本刑法学会理事長も務めた。

## 来歴・人物
1941年大阪府大阪市北区浮田町生まれ。実家は商家。祖父は新派脚本家の間無声。
商売人の父の影響で一橋大学商学部に入学。ドイツ経営学を専攻。64年の卒業前、テレビで視た連続ドラマ『弁護士プレストン（The Defenders）』に魅せられ、社会的に虐げられている人のための弁護士を志望して1964年4月同大法学部に学士編入学。同年10月に旧司法試験に合格した。一橋大学法学部を卒業した66年から2年間、司法修習を受け修了。一橋大学の学生時代は弓道部に所属しており、腕前も相当で、今も部に残る記録帳には「20射18中」などの記述が見られる。一橋大学では長年、同部顧問も務めた。司法修習同期に江田五月（元参議院議長）らがいた。
司法修習中に弁護士に「金もうけ優先」のにおいを感じたため、修習修了後に弁護士登録をせず、母校に助手として残り研究者の道へ入る。恩師は植松正。68年一橋大学法学部刑法講座助手。同大学専任講師に着任し、定年後非常勤講師を務めていた鴨良弼一橋大学法学部刑事訴訟法講座初代教授に代わって刑事訴訟法を担当。助教授、教授を経て、一橋大学名誉教授の称号を受ける。2000年4月から2011年3月まで龍谷大学法学部教授。現在大阪学院大学法科大学院教授。
研究では、特にDNA鑑定の証拠能力の研究にとりくみ、1991年には、医学研究者らとともに日本DNA多型学会を中心メンバーとして創立した。2000年に最高裁でDNA鑑定の証拠能力が認められ無期懲役判決が確定したのち、2009年に行われたDNA再鑑定で犯人と被告人のDNAが一致しないとの鑑定結果が出され、再審開始決定がなされた足利事件については、当初からDNA鑑定の精度にばかり目がいくと事実を誤る危険性があるとの指摘を行っていた。また法と心理学会設立にも中心メンバーとしてかかわり、2000年には龍谷大学大宮学舎で創立総会が開催された。
後藤昭（刑事訴訟法学者、一橋大学教授）などと同様、裁判員制度に積極的な評価をしており、同制度が開始された2009年の5月には弁護士登録をした。
特定秘密の保護に関する法律に対しては、反対の意向を表明している。
妻は、リーガル・リサーチの専門家で國學院大学法科大学院准教授の村井のり子。

## 略歴
- 1941年 - 大阪府大阪市出身
- 1960年 - 東京都立新宿高等学校卒業
- 1964年 - 一橋大学商学部卒業、旧司法試験合格
- 1966年 - 一橋大学法学部卒業
- 1968年 - 最高裁判所司法研修所司法修習修了（第20期）
- 1968年 - 一橋大学法学部助手
- 1973年 - 一橋大学法学部専任講師
- 1978年 - 一橋大学法学部助教授
- 1984年 - 一橋大学法学部教授
- 2000年 - 龍谷大学法学部教授
- 2004年 - 龍谷大学大学院法務研究科法務専攻（法科大学院）教授
- 2005年 - 一橋大学名誉教授
- 2009年 - 弁護士（京都弁護士会、京都総合法律事務所）
- 2011年 - 大阪学院大学法科大学院教授、東京弁護士会に転籍、法学館法律事務所客員弁護士、法学館憲法研究所客員研究員

## 著書・編著
- 『刑法改悪』（生田勝義・斉藤豊治・松岡正章と共著、新日本出版、1976年）
- 『現代刑法学原論』（刑法理論研究会編、三省堂 初版1983年、再版1987年）
- 『公務執行妨害罪の研究』（成文堂、1984年）
- 『刑法－現代の『犯罪と刑罰』』（岩波書店、初版1990年、新版2005年）
- 『現代刑事訴訟法』（三省堂、共著・共編、初版1990年、第2版1998年）
- 『日本弁護士連合会・刑法改正対策委員会編　コンピュータ犯罪と現代刑法』（共著・共編、三省堂、1990年）
- 『比較少年法研究会　少年司法と国際準則』（共著・共編、 三省堂 1991年）
- 『福田平・大塚仁博士古稀祝賀　刑事法学の総合的検討』（福田雅章・名和鉄郎・篠田公穂と共編、有斐閣、1993年）
- 『現代令状実務25講』（後藤昭と共編、日本評論社、1993年）
- 『刑事弁護』（共著・共編、日本評論社、1993年）
- 『世界諸国の少年法制』（共著・共編、成文堂、1994年）
- 『刑事弁護の技術』（竹澤哲夫・渡辺保夫と共編、第一法規出版 、1994年）
- 『検証・付審判請求事件』（共著・共編、日本評論社、1994年）
- 『各国警察制度の再編』（法政大学現代法研究所叢書、法政大学出版局、1995年）
- 『風早八十二先生追悼論文集　啓蒙思想と刑事法』（東京刑事法研究会編、勁草書房、1995年）
- 『疑わしきは…－ベルショー教授夫人殺人事件』（日本評論社、1995年、共訳）
- 『刑事訴訟法―Iitai-houdai』（日本評論社、1996年）
- 『少年司法と適正手続』（比較少年法研究会編、成文堂、1996年）
- 『入門・監獄改革』（刑事立法研究会編、日本評論社、1996年）
- 『盗聴立法批判－おびやかされる市民の自由』（小田中聡樹・川崎英明・白取祐司と共著、日本評論社、1997年）
- 『ちょっと待って少年法「改正」』（団藤重光・斉藤豊治ほかと共著、日本評論社、1999年）
- 『庭山英雄先生古稀祝賀記念論文集　民衆司法と刑事法学』（秋山賢三・大出良知・小田中聡樹・前野育三と共編、現代人文社、1999年）
- 『現代法律百科大辞典・全8巻』（共著・共編、ぎょうせい、2000年）
- 『「改正」少年法を批判する』（団藤重光・斉藤豊治ほかと共著、日本評論社、2000年）
- 『梶田英雄判事・守屋克彦判事退官記念論文集　刑事・少年司法の再生』（共著・共編、現代人文社、2000年）
- 『罪と罰のクロスロード』（財務省印刷局、2000年）
- 『盗聴法の総合的研究』（奥平康弘・小田中聡樹・右崎正博・川崎英明・田島泰彦らと共著、日本評論社、2001年）
- 『21世紀の刑事施設―グローバル・スタンダードと市民参加―』（龍谷大学矯正・保護研究センター叢書第1巻、日本評論社、2003年）
- 『国際的視点から見た終身刑―死刑代替刑としての終身刑をめぐる諸問題― 』（龍谷大学矯正・保護研究センター叢書第2巻、 日本評論社、2003年）
- 『コンサイス法律学用語辞典』（佐藤幸治・藤田宙靖・長尾龍一・淡路剛久・奥島孝康・寺田逸郎と共編、三省堂、2003年）
- 『法科大学院ケースブック刑事訴訟法』（加藤克佳・川崎英明・後藤昭・白取祐司・高田昭正と共編、日本評論社、初版2004年、第2版2007年）
- 『監獄と人権』（海渡雄一編、明石書店、2004年）
- 『代用監獄・拘置所改革のゆくえ：監獄法改正をめぐって』（刑事立法研究会、現代人文社、2005年）
- 『刑務所改革のゆくえ：監獄法改正をめぐって』（刑事立法研究会、現代人文社、2005年）
- 『刑事司法と心理学――法と心理学の新たな地平線を求めて』（龍谷大学社会科学研究所叢書、日本評論社、2005年）
- 『民衆から見た罪と罰－民間学としての刑事法学の試み』（龍谷大学矯正・保護研究センター叢書第3巻、花伝社、2005年）
- 『画家と犯罪--カラヴァッジョとアルテミシアに見る犯罪の加害と被害』（論文、龍谷法学39巻4号、2007年）
- 『拷問禁止を巡る日本の状況』（論文、「拷問等禁止条約を巡る世界と日本の人権」所収、明石書店、2007年）
- 『イタリアの検死制度』（論文、「法医鑑定と検死制度」所収、日本評論社、2007年）
- 『弁護人等以外の者との接見と刑訴法第八一条』（論文、鈴木茂嗣先生古稀祝賀論文集下巻、2007年）
- 『刑事司法改革を読み解く』（論文、法学セミナー52巻6号、2007年）
- 『科学と社会 犯罪に対する不安感と科学の役割』（論文、学術の動向12巻8号、2007年）
- 『少年司法の実務と理論--現状と展望』（論文、龍谷大学矯正・保護研究センター研究年報4号、2007年）
- 『正木ひろしの刑事弁護に学べ』（論文、Sum・刑事弁護50号、2007年）
- 『拷問等禁止条約を巡る世界と日本の人権』（龍谷大学矯正・保護研究センター叢書第4巻、拷問等禁止条約の国内実施に関する研究会編著・今井直と共監修、明石書店、2007年）
- 『法医鑑定と検死制度』（福島至編、龍谷大学社会科学研究所叢書、日本評論社、2007年）
- 『刑務所改革 : 刑務所システム再構築への指針』（菊田幸一・海渡雄一らと共著、日本評論社、2007年）
- 『刑事司法改革と刑事訴訟法[上・下]』（川崎英明・白取祐司と共編、日本評論社、2007年）
- 『更生・保護制度改革のゆくえ：犯罪を犯した人の社会復帰のために』（刑事立法研究会、現代人文社、2007年）
- 『画家と犯罪（二）被害者としての画家：アルテミージア』（論文、龍谷法学40巻4号、2008年）
- 『吉川先生と東京刑事法研究会――刑事立法問題を中心として――』（論文、吉川経夫追悼・法学志林105巻4号、2008年）
- 『「テロ対策と厳罰化」試論』（論文、前野育三先生古稀祝賀論文集『刑事政策学の体系』所収、法律文化社、2008年）
- 『犯罪被害者をめぐる問題状況』（論文、司法書士会報437号、2008年）
- 『犯罪前歴者の再犯防止の課題と展望』（論文、犯罪と非行157号、2008年）
- 『戦後刑事法学に反省はあったか』（論文、法律時報1000号記念80巻10号、2008年）
- 『裁判員裁判と刑事実体法』（論文、Win・季刊刑事弁護56号、2008年）
- 『刑務所民営化のゆくえ：日本版PFI刑務所をめぐって』（刑事立法研究会、現代人文社、2008年）
- 『裁判員のための刑事法ガイド』（法律文化社、2008年）
- 『刑事政策学の体系』（前野育三先生古稀祝賀論文集、法律文化社、2008年）
- 『刑事法における法社会学と法解釈学　日本社会と法律学：歴史、現状、展望』（論文、渡辺洋三追悼論集、日本評論社、2009年）
- 『足利事件が投げかけたもの＜法律時評＞』（論文、日本評論社、2009年）
- 『被告人の事情／弁護人の主張――裁判員になるあなたへ』（後藤貞人と共編、法律文化社、2009年）
- 『取調べ全過程の論音・録画の一日も早い実現を――高野山事件の録音結果分析を中心として』（論文、季刊刑事弁護61号、2010年）
- 『治安政策と憲法――海賊対処法を素材に』（論文、法学館憲法研究所報2号、2010年）
- 『刑事法と私 アラフォーの歩み』（論文、龍谷大学最終講義、龍谷法学42巻3号、2010年）
- 『私的矯正・保護研究の歩み』（論文、刑政121巻8号、2010年）
- 『冤罪、再審と裁判員裁判――足利事件を素材として』（論文、法学セミナー55巻9号［通号669号］、2010年）
- 『国家が人を殺すとき－－死刑を廃止すべき理由』（共著・特別寄稿、日本評論社、2019年）